# Samsung Galaxy Star 2 Plus
Samsung Galaxy Star 2 Plus - смартфон производства Samsung Electronics, работающий на Android. Анонсирован Samsung в начале августа 2014 года. Он имеет дополнительные программные функции, расширенные аппаратные возможности и измененный дизайн корпуса по сравнению со своим предшественником, Samsung Galaxy Star 2.

## Технические характеристики

### Связь
Galaxy Star не поддерживает связь 3G, вместо этого работая только в сетях EDGE. Он также не обеспечивает работу Global Positioning System (GPS). Однако он поддерживает подключение по WiFi и Bluetooth 4.0.

### Аппаратное обеспечение
Samsung Galaxy Star 2 Plus использует усовершенствованную версию дизайна аппаратной части, с закругленным пластиком и съемной задней крышкой. Он немного легче и уже, чем Samsung Galaxy Star, его длина составляет 129,7 мм (5,11 дюйма), ширина - 69,9 мм (2,59 дюйма), а толщина - 9,4 мм (0,37 дюйма). В нижней части устройства находится микрофон и порт microUSB для подключения данных и зарядки.  Разъем для наушников расположен сверху. Star 2 Plus широко доступен в черном и белом цветовых решениях. Star 2 Plus поставляется с 4 ГБ встроенной памяти, которую можно дополнить еще 32 ГБ с помощью слота для карт microSD. Star 2 Plus оснащен аккумулятором емкостью 1800 мАч.

### Программное обеспечение
Galaxy Star 2 Plus поставляется с операционной системой Android 4.4.2 "Kit Kat".

## Прием
Samsung Galaxy Star 2 Plus получил от смешанных до положительных отзывов от критиков, которые в основном хвалили дизайн, но критиковали отсутствие 3G связи, а отдельные рецензенты в интернете критиковали устройство из-за отсутствия GPS.